# Das Opfer der Stella Dallas
Das Opfer der Stella Dallas (Originaltitel: Stella Dallas) ist ein US-amerikanisches Stummfilmmelodram aus dem Jahre 1925 von Henry King mit Ronald Colman in der männlichen Hauptrolle und Belle Bennett in der Titelrolle. Die Geschichte liegt der Roman Stella Dallas von Olive Higgins Prouty zugrunde. Mit Stella Dallas (1937) und Stella (1990) entstanden zwei Neuverfilmungen.

## Handlung
Nach dem Selbstmord seines Vaters verlässt Stephen Dallas, ein Mann von Welt, sein von Wohlstand geprägtes Elternhaus und lässt sich in einer kleinen Stadt nieder. Hier heiratet er die einfache Landschönheit Stella Martin, die von deutlich sozial niedrigerem Stand ist als er. Bald bekommt Stella eine Tochter namens Laurel, doch der Ehe hilft dies nicht, und schließlich scheitert die Verbindung, nicht zuletzt, weil die gesellschaftlichen Herkünfte beider Eheleute zu unterschiedlich sind und Stella sich dem gehobenen Niveau ihres Gatten nicht anzupassen vermag. Als Stephen Stella eines Tages in einer verfänglichen Situation mit dem Stallmeister Ed Munn erwischt, verlässt er Heim und Herd und kehrt nach New York zurück. Fortan muss sich seine Frau ganz allein um die kleine Laurel kümmern.
Viele Jahre sind ins Land gezogen. Stella hat seit Stephens Abgang nicht viel Gutes erlebt; als allein erziehende Mutter ist sie dem Dorfklatsch und den damit verbundenen Vorurteilen ausgesetzt gewesen. Doch ihre Erziehung hat bei Laurel wahre Wunder gewirkt. Das Mädchen ist zu einer schmucken, jungen Frau geworden, der ganze Stolz Stellas. Die Mutter erkennt, dass sie ihrer zarten und sensiblen Tochter nicht das bieten kann, was diese für ihr Fortkommen benötigt und akzeptiert schließlich Stephens geäußerten Wunsch nach einer Scheidung. Stephen plant, seine einstige Verlobte Helen Morrison zu heiraten. Da Helen aus „gutem Hause“ ist und Stella für Laurel nur das Beste will, ist sie sogar damit einverstanden, dass Helen die weitere Erziehung Laurels bis zu ihrer Mündigkeit übernimmt. Nur sehr ungern und schweren Herzens nimmt Laurel dieses Opfer ihrer Mutter an. Schließlich begeht Stella den Fehler und heiratet Ed Munn, der in der Ehe mehr und mehr zum Trinker wird.
Weitere Zeit ist vergangen. Laurel hat den gutsituierten Richard Grosvenor kennen gelernt, einen charmanten, jungen Mann aus bester Gesellschaft, dessen Zukunft als blendend erscheint. Laurel und er wollen heiraten. Als die beiden jungen Leute sich auf dem prachtvollen Morrison-Anwesen das Jawort geben, steht draußen Stella, mittlerweile völlig heruntergekommen, bei Wind und Wetter und beobachtet von der Straße aus heimlich die Zeremonie. Sie gibt ein erbarmungswürdiges Bild ab, strahlt aber innerlich. Sie ist glücklich.

## Produktionsnotizen
Das Opfer der Stella Dallas lief am 16. November 1925 im New Yorker Apollo Theater an. In Deutschland wurde der Film am 7. Oktober 1926 im Berliner Capitol am Zoo erstaufgeführt. Der Film war ein großer Publikumserfolg.

## Kritiken
„Stella Dallas wurde von der Reklame angepriesen als ‚der größte Film über die Mutterliebe, der je gedreht worden ist‘. Aber die Qualitäten des Films liegen sicherlich nicht vorrangig in seiner sentimentalen Geschichte. Paul Rotha rühmt die darstellerischen Leistungen und die feinfühligen Zeichnung eines Charakters und seiner Entwicklung über fast ein ganzes Leben.“

„Üblicher Schmachtfetzen, komplettiert mit einem ‚raus in den kalten, kalten Schnee‘-Ende, aber hier mit Takt und Diskretion gehandhabt. Ein bahnbrechender Film seiner Zeit.“